# Gens Mèlia
La gens Mélia (en llatí Maelia gens) era una gens romana d'origen plebeu, la més rica entre les de rang eqüestre. Es comença a mencionar poc després del Decemvirat, a la meitat del segle v aC i ja no se'n sap res després de les guerres samnites. L'únic cognomen que se li coneix es Capitolí.
Alguns personatges d'aquesta gens van ser:
- Espuri Meli (439 aC), ric cavaller romà plebeu que va lluitar contra els patricis l'any 439 aC.
- Espuri Meli (tribú), tribú de la plebs el 436 aC
- Quint Meli, tribu la plebs el 320 aC